# François Cuvilliés le Jeune

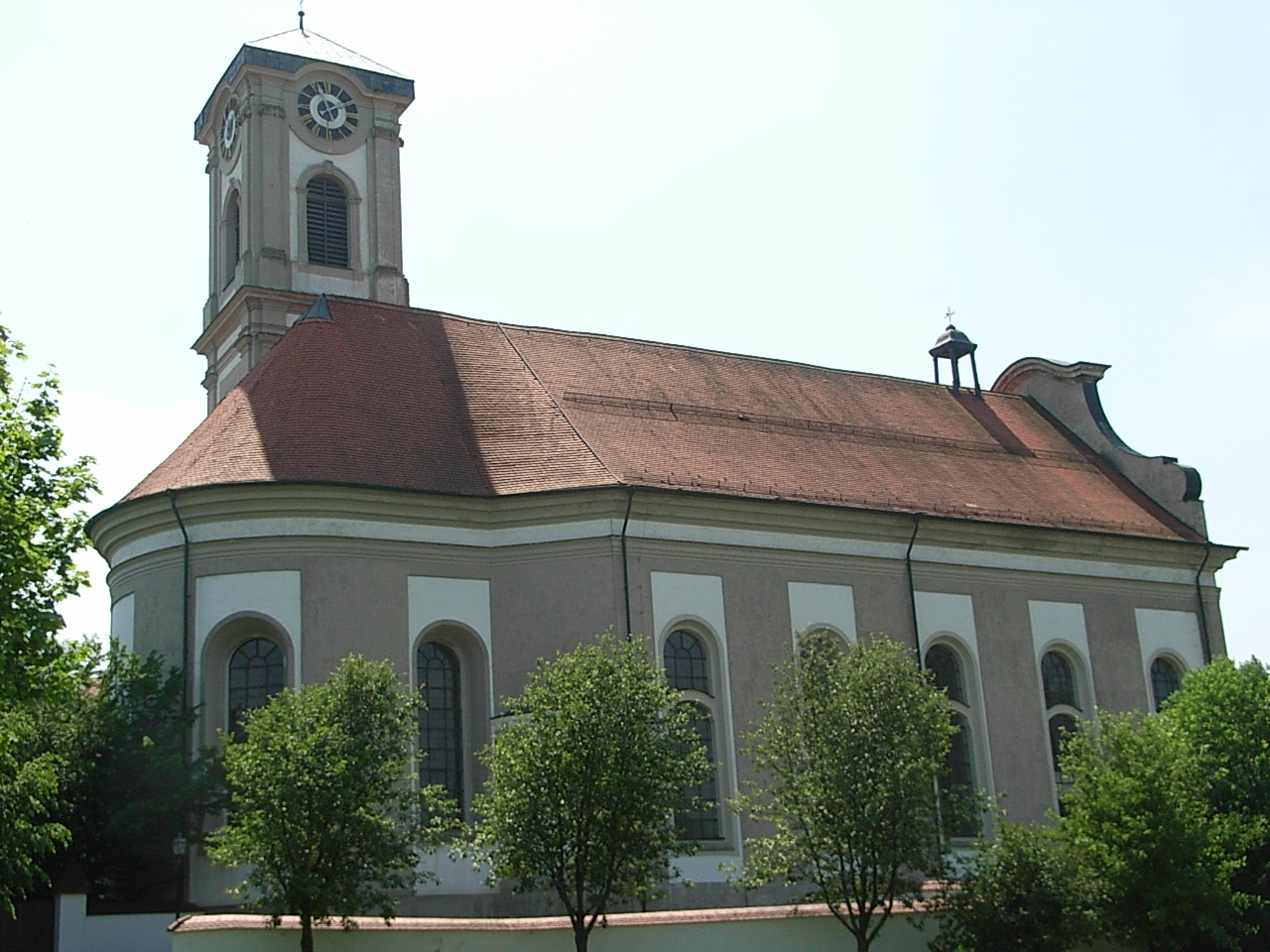
Monastère-église d'Asbach.

François Cuvilliés le Jeune, né le 24 octobre 1731 à Munich et mort le 10 janvier 1777, est un architecte et graveur. Il est le fils de l'architecte François de Cuvilliés l'Ancien (1695-1768).

## Biographie
François Cuvilliés le Jeune est formé dans le domaine de l'architecture par son père. Néanmoins, il devient étudiant à l'Académie royale d'architecture de Paris.
En 1757, il reçoit une nomination à la Cour électorale à Munich. En 1765, il est promu au grade de capitaine. Il est au service de son père jusqu'à la mort de ce dernier en 1768.
Il est un adepte du style rococo puis du classicisme.

## Œuvres
- 1769 : la vieille garde de la Marienplatz à Munich
- 1771-1777 : L'église paroissiale de Zell an der Pram
- 1771-1780 : L'église et le monastère d'Asbach-Bäumenheim
- 1774 : Construction pittoresque de l'Oberanger à Munich